# Boreothrinax maculipennis
Boreothrinax maculipennis is een vliegensoort uit de familie van de Pyrgotidae. De wetenschappelijke naam van de soort is voor het eerst geldig gepubliceerd in 1846 door Macquart.